# Milovan Buchberger
Milovan Buchberger (Zagreb, 1954.), hrvatski istraživač i publicist, po struci diplomirani inženjer strojarstva. Bavi se istraživanjima te piše o temama koje smatra zanimljivima. Teme su iz raznih znanstvenih područja. Osobito se zanima za teme iz povijesti Staroga Grada na Hvaru. Napisao je knjige Ribonski zvučnici za audio fanatike i sve one koji to žele postati (1996.), Mate Botteri – hvarski prirodoslovac (2007.), Jabuka, Sveti Andrija i Brusnik – zapisi, ljudi i sjećanja (2008.), Petar Nisiteo (1774. – 1866.): povodom 200. godišnjice govora pri otvaranju Liceja u Gorici (2011.), Zabadanje u kaos Janka Polića Kamova (2013.), Everest 1924., Mallory i Irvine – istraživačka studija (2013.), Ugledne osobe vezane uz Stari Grad na Hvaru (2014.), Petar Nisiteo: posljednji polihistor Dalmacije (2017.), Zlatko Baloković : život s violinama (2018.) i Bašćanska ploča : izazov za budućnost (2019.). Priredio je za tisak rukopis Ambroza st. Vranyczanyja (1779. — 1860.) Pripovijest o svojoj obitelji  (2019.).